# PrivatBank
PrivatBank (ПриватБанк) er en ukrainsk statsejet bank, som målt på aktiver er landets største privatbank. Den blev etableret 19. marts 1992. De har over 6.000 kontantautomater, ca. 1.200 filialer og 30.000 ansatte. Banken har hovedkvarter i Dnipro.